# Sandra Thigpen
Sandra Thigpen (Giamaica, 2 agosto 1968) è un'attrice giamaicana.
Attrice giamaicana, ha svolto la sua carriera soprattutto in America, e recita sin dal 1993.

## Filmografia parziale

### Cinema
- The Ring, regia di Gore Verbinski (2002)

### Televisione
- Friends (1 episodio, 1998)
- Castle - serie TV, episodio 8x16 (2016)

## Doppiatrici italiane
Nelle versioni in italiano delle opere in cui ha recitato, Sandra Thigpen è stata doppiata da:
- Daniela Abbruzzese in 9-1-1, Ballard
- Sabrina Duranti in Profiler - Intuizioni mortali
- Anna Rita Pasanisi in The Ring
- Paola Valentini in NCIS - Unità anticrimine
- Tiziana Bagatella in Castle
- Isabella Pasanisi in Bull
- Irene Di Valmo in All Rise